# 立陶宛 (喬治亞州)
立陶宛（英語：Lithonia）是一個位於美國喬治亞州迪卡爾布縣的城市。

## 地理
立陶宛的座標為33°42′46″N 84°06′21″W / 33.71278°N 84.10583°W，而該地的平均海拔高度為282米（即925英尺）。

## 人口
根據2010年美國人口普查的數據，立陶宛的面積為2.30平方千米，當中陸地面積為2.30平方千米，而水域面積為0.00平方千米。當地共有人口1924人，而人口密度為每平方千米836人。